# 瓜达卢佩圣母及殉道者圣斐理伯圣殿
瓜达卢佩圣母及殉道者圣斐理伯堂（Nostra Signora di Guadalupe e San Filippo Martire in Via Aurelia）是意大利罗马的一座天主教教堂，墨西哥在罗马的国家教堂，供奉瓜达卢佩圣母和圣斐理伯。
该堂建于1960 年，1991年若望保禄二世将其升格为领衔教堂。该堂委託給耶穌聖心傳教會管理。